# 世界帆船
世界帆船（縮寫：WS），原名國際帆船總會（英語：International Sailing Federation，縮寫：ISAF）是一個由國際奧林匹克委員會官方認證，國際性的帆船體育組織。帆船競賽的種類包括重型帆船、風浪板、多艟船、遊艇、風箏衝浪和遙控帆船。

## 負責項目
1. 提升國際上以帆航行的運動地位。
2. 掌管奧林匹克運動會和殘障奧林匹克運動會的以帆航行的競賽項目。
3. 研擬以帆航行競速的規定，以及所有以帆航行為競賽的相關規範。
4. 培訓評委，裁判，以及其他管理者。
5. 發展以帆航行的運動到全世界。
6. 尊重以帆航行的運動者，禮遇關於該運動所發生的所有事項。

## 歷史
1907年10月14日在巴黎法國帆船俱樂部的一個會議後，成立國際帆船競賽聯盟（IYRU），1996年國際帆船競賽聯盟更名為國際帆船總會（ISAF），2015年11月14日再更名為世界帆船（WS）（以下簡稱世帆）。

## 成員
世帆的主要成員有二：
1. Member National Authorities（會員國的相關權責機關。縮寫：MNAs）：全世界以國家形式組建的組織，相關契約規範，請參閱 MNA 章節。
2. Class Associations（各分級協會）：世帆有超過100個各分級協會會員，他們都有資格舉辦國際性賽事。有關各分級下不同型態的船和板的規定，請參閱 Classes and Equipment（分級與裝備）章節。

## 世帆管轄下，以帆航行的分類
1. Fleet Racing（一般競賽）：（fleet 是艦隊的意思。直譯成艦隊競賽，容易誤會為團隊賽。）一般競賽下分兩種賽制：
  - one-design racing（全一制賽）：如同奧林匹克運動會的相關帆賽，所有的參賽者彼此競爭，同時間，在相同環境下，使用相同設計的船，帆，板等等。
  - handicap racing（讓分障礙賽）：為了能讓不同型別、速度的帆船能一起盡可能的達到公平競賽，藉著 rating and handicap system（讓分系統），在各船完成時間可預估的情況下，讓慢的船，可先出發；而讓快的船，慢出發的讓分障礙賽。
2. Match Racing：一對一對抗賽。
3. Team Racing：團隊賽。各隊擁有好幾條船的團隊比賽。
4. Offshore and Oceanic Racing：離岸賽和大洋賽有各種賽制（全一制或讓分制）。為了讓各賽事有序地進行，世帆以事件行事曆的方式監控各賽事。鑑於離岸賽和大洋賽的種類繁多，範圍從跨海域到受保護海域內ㄧ天的短賽程，所以，世帆的離岸特別規範[2]（Offshore Special Regulations，縮寫：OSR）在六個項目上，提出安全和住艙設施的最低標準。
  - Offshore racing：離岸賽，至少離岸 3 miles（3海浬）以上。
  - Oceanic racing：大洋賽，至少離岸 800 miles（800海浬）以上。
5. Para World Racing：身障者的國際賽事。
6. Cruising：巡航，可以是在岸邊一天內或長距離國際間的旅程。
  - 巡航可以說是最普遍上享受航海的學術，而且藉著巡航的反饋給這個運動的所有領域。
  - 世帆與一群組織協同合作去保衛行船者的權利，例如：國際海事組織、國際標準組織，以便代言全世界航行者的利益。
  - 有關海盜資訊的更新和連結，請參閱 Safety（安全）章節。這是必要詳讀的，尤其當航行者考慮巡航到特定的海域時。

## 世帆對環境的相關規定
任何以帆賽的體育活動，都依靠著環境，藉由以下ㄧ些實施的簡單規定，如此在帆航行的整體活動中，讓我們能確保我們的活動，對環境不會產生負面的影響。
- Offshore Racing Environmental Code[3]：離岸賽的保護環境規定
- Environmental Guidelines For Sailing Venues[4]：帆賽場地的環境指導原則
- World Sailing Code of Environmentally Friendly Behaviour[5]：世帆的對環境友善行為規定
- World Sailing Green Event Guidance[6]：世帆的綠色賽事指導守則
- IMO Document BLG 16/5[7]（International Maritime Organization，縮寫：IMO）related to Development of International Measures for Minimizing the Transfer of Invasive Aquatic Species Through Biofouling of Ship：國際海事組織 BLG 16/5 文件，關於研究發展國際的方法規定，讓船的生物污染，在入侵水中物種方面，能最小量的移轉。

## 外部連結
- 世界帆船官網（页面存档备份，存于）